# Christite
La christite est un minéral sulfosel de formule chimique TlHgAsS3. Son nom est un hommage au Dr Charles Louis Christ (en) (1916-1980), de l'US Geological Survey, minéralogiste, expert en cristallographie aux rayons X. C'est un sulfosel, découvert en 1975, et décrit en 1976, analogue structurel au mercure de la richardsollyite.

## Propriétés
Elle est généralement de couleur rouge cramoisi ou orange vif avec une densité de 6,2 et une dureté faible, entre 1 et 2 sur l’échelle de Mohs. Elle a un éclat adamantin et laisse un trait orange. Son système cristallin est monoclinique, avec des classes cristallines possibles de symétrie double, de symétrie plan miroir et double avec un plan miroir. Cela signifie qu'elle peut avoir une symétrie radiale, une symétrie plan miroir ou une symétrie plan miroir perpendiculaire au double axe. Elle est anisotrope, ce qui signifie qu'il présente des propriétés différentes lorsqu'il est mesuré dans différentes directions. En lumière polarisée plane, sa couleur est jaune doré. Elle est biréfringente, ce qui signifie qu’il possède deux indices de réfraction distincts. Cela peut être vu lorsque l'on regarde au microscope avec les deux polarisations croisées et que l'on voit le minéral changer de couleur lorsqu'il est tourné.

## Révision de sa structure cristalline
La structure cristalline de la christite synthétique (TlHgAsS3) a été réétudiée en 2021. La première description par Brown et Dickson (1976) suggérait un groupe d'espace P21/n), b = 16,188(4), c = 6,111(1) Å, bêta = 96,71(2)°, mais l'étude de Kolitsch, Topa et Giester (2021) sur des cristaux bien développés provenant de la mine Jiepaiyu, dans le district de Shímén, en Chine, a révélé une structure cristalline appartenant au groupe d'espace Cmce. Les paramètres de la cellule unitaire ont été redéterminés avec a = 8,080(5), b = 9,123(6), c = 16,190(9) Å, confirmant ainsi la symétrie Cmce. Cette réévaluation a également révélé une unité asymétrique différente de celle précédemment proposée, comprenant un site Tl, un Hg, un As et deux sites S (au lieu de trois dans le modèle antérieur). La révision de la structure cristalline a été étayée par une analyse critique du modèle précédent à l'aide du logiciel PLATON, confirmant le groupe spatial Cmce.

## Formation
La formation de la christite est associée à des processus géologiques spécifiques qui impliquent des altérations aqueuses subaériennes dans des fluides non sensibles à l'oxydation-réduction. En outre, elle est liée à des altérations à haute température et/ou à un métamorphisme dans des dépôts riches en baryum (Ba), manganèse (Mn), plomb (Pb) et zinc (Zn), y compris les dépôts métamorphiques. De plus, la paragénèse de la christite peut passer par des minéraux déposés par des fluides hydrothermaux riches en métaux.

## Environnement et gisements
La christite se trouve en association avec la barytine dans les veines hydrothermales de dolomite de la mine d'or Carlin à Elko dans le Nevada, qui est sa localité type, ainsi que dans des gousses au sein du gisement de mercure de Lanmuchang, en Chine. À la mine Carlin, elle est également associée au réalgar, à l'orpiment, à la lorandite et à la getchellite. Dans le gisement de Lanmuchang, elle est associée à la lorandite, la barytine, la pyrite et la marcassite. Huit autres gisements sont recensés dans le monde.